# Алексий (Громадский)
Митрополит Алексий (в миру Александр Якубович Громадский; 1 (13) ноября 1882, село Докудов, Бельский уезд, Седлецкая губерния — 7 мая 1943, близ села Смыга, Дубенский район, Ровенская область) — глава Украинской автономной православной церкви в юрисдикции Московского патриархата, митрополит Волынский и Житомирский, экзарх Украины (с 25 ноября 1941 года).

## Биография

### Ранние годы
Родился 1 ноября 1882 года в селе Докудов Бельско-Подляшского уезда Седлецкой губернии (ныне Докудув-Первши, Бяльский повят, Люблинское воеводство, Польша) в семье сельского православного псаломщика.
В 1898 году окончил в Холмское духовное училище, а в 1904 году — Холмскую духовную семинарию, ректором которой был в то время архимандрит Евлогий (Георгиевский).
В 1904 поступил в Киевскую духовную академию, которую окончил в 1908 году со степенью кандидата богословия по теме «Начало христианства в Польше». В 1910 году его исследование было издано отдельной монографией «Появление и первоначальная история христианства в Польше».

### Священник
Вступил в брак с Раисой Грисюк, дочерью доцента Киевской духовной академии, после чего в июле 1908 году в Холме был рукоположён в сан диакона, а 30 июля — епископом Люблинским и Холмским Евлогием (Георгиевским) был рукоположён в сан священника и назначен вторым священником Холмского собора и преподавателем Закона Божия в прогимназиях города Холма.
В 1910 году становится членом Епархиального миссионерского совета. С 1911 года преподавал в Холмской мужской гимназии и служил настоятелем в её домовой Свято-Духовской церкви. В 1914 году назначен редактором еженедельника «Холмская Русь». В связи с началом Первой мировой войны Холмская духовная консистория и все епархиальные учебные заведения были эвакуированы вглубь России. В 1915 году — член губернского статистического комитета и епархиальный смотритель церковных школ в Холмской епархии (в эвакуации). Со 2 февраля 1916 года — Холмский епархиальный наблюдатель церковных дел.
С конца 1916 до середины 1918 года являлся смотрителем церковных школ в Кишинёвской епархии.
В сентябре—декабре 1918 года служил разъездным священником в оккупированных немцами Бельском, Берестецком и Бобринских уездах Подляшья и Гродненщины. Вспоминая в 1938 году о своём служении, он говорил: «Я проповедовал слово Божие уже украинским языком в Берестецком и Бельском соборах — Св. Симеона и Рождества Богородицы, а также во многих сельских церквях Подляшья и Гродненщины (собственно в Бельском, Берестецком и Бобрынском уездах) — на каждой службе и требах».
8 января 1919 года в Киево-Печерской лавре был возведён в сан протоиерея. Включён в состав новообразованного Холмского епархиального совета и в качестве делегата направлен в Кременец, куда к тому времени была переведена Холмская духовная семинария.
Помимо семинарии, в Кременце находился епископ Кременецкий Дионисий (Валединский), викарий Волынской и Житомирской епархии. Протоиерей Александр Громадский становится его ближайшим помощником в ведении епархиальных дел и за короткий срок своего пребывания в Кременце успел хорошо зарекомендовать себя практически во всех сферах епархиальной деятельности.
18 марта 1921 года в результате подписания Рижского договора между Польшей и СССР к Польской Республике отошло семь уездов бывшей Волынской и Житомирской епархии, в том числе Кременец, где служил Александр Громадский.
При его участии Холмская духовная семинария была реорганизована в Волынскую, а в апреле 1921 года он назначен её ректором. Оставался в этой должности до 1923 года.
В октябре 1921 года в Почаеве прошёл Епархиальный собор Волынской епархии, на котором епископ Дионисий (Валединский) был утверждён правящим епископом Волынской епархии Православной Церкви в Польше. Кроме того, было принято решение об открытии викарной кафедры в Луцке. Очевидно, с самого начала кандидатом на Луцкую кафедру предполагался протоиерей Александр Громадский, который к этому времени состоял в разводе с супругой (детей у них не было).
В качестве одного из секретарей присутствовал в январе 1922 года на соборе епископов в Варшаве, где поддержал митрополита Варшавского Георгия (Ярошевского), настаивавшего на немедленном провозглашении автокефалии Православной Церкви в Польше. Против участия Александра Громадского в соборе, который считался архиерейским, выступали несколько архиереев, но митрополит Георгий настоял на его участии.
11 февраля 1922 года принял иноческий постриг с именем Алексий, а на следующий день был возведён в сан архимандрита.

### Епископ
3 сентября 1922 года в Успенской Почаевской Лавре хиротонисан во епископа Луцкого, викария Волынской епархии.
С 12 октября того же года — правящий епископ Гродненской епархии.
С 10 февраля 1923 года — член Синода Польской Церкви и Управляющий делами Священного Синода.
С 21 апреля 1923 года — епископ Гродненский и Новогрудский, с 1 декабря 1924 года — заместитель председателя митрополичьего совета.

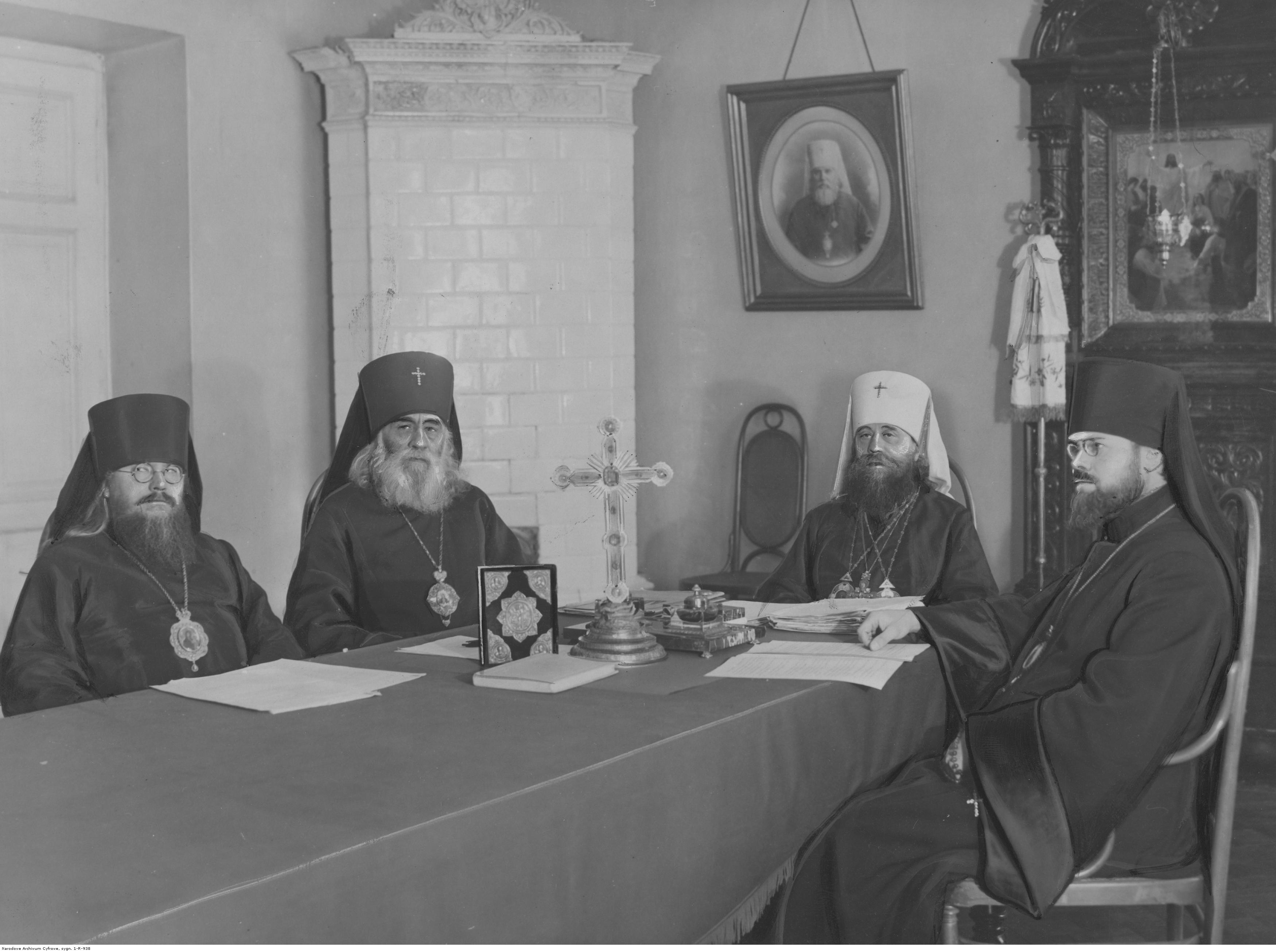
Епископ Алексий (первый слева) на рабочей встрече синода епископов Польской Автокефальности Православной Церкви. 1929 год.

В начале 1927 года вместе с митрополитом Варшавским Дионисием предпринял поездку к предстоятелям поместных Церквей с целью добиться официального признания автокефалии Польской Церкви.
3 июля 1928 года возведён в сан архиепископа. В 1930 году вошёл в комиссию по подготовке Поместного Собора Польской Церкви.

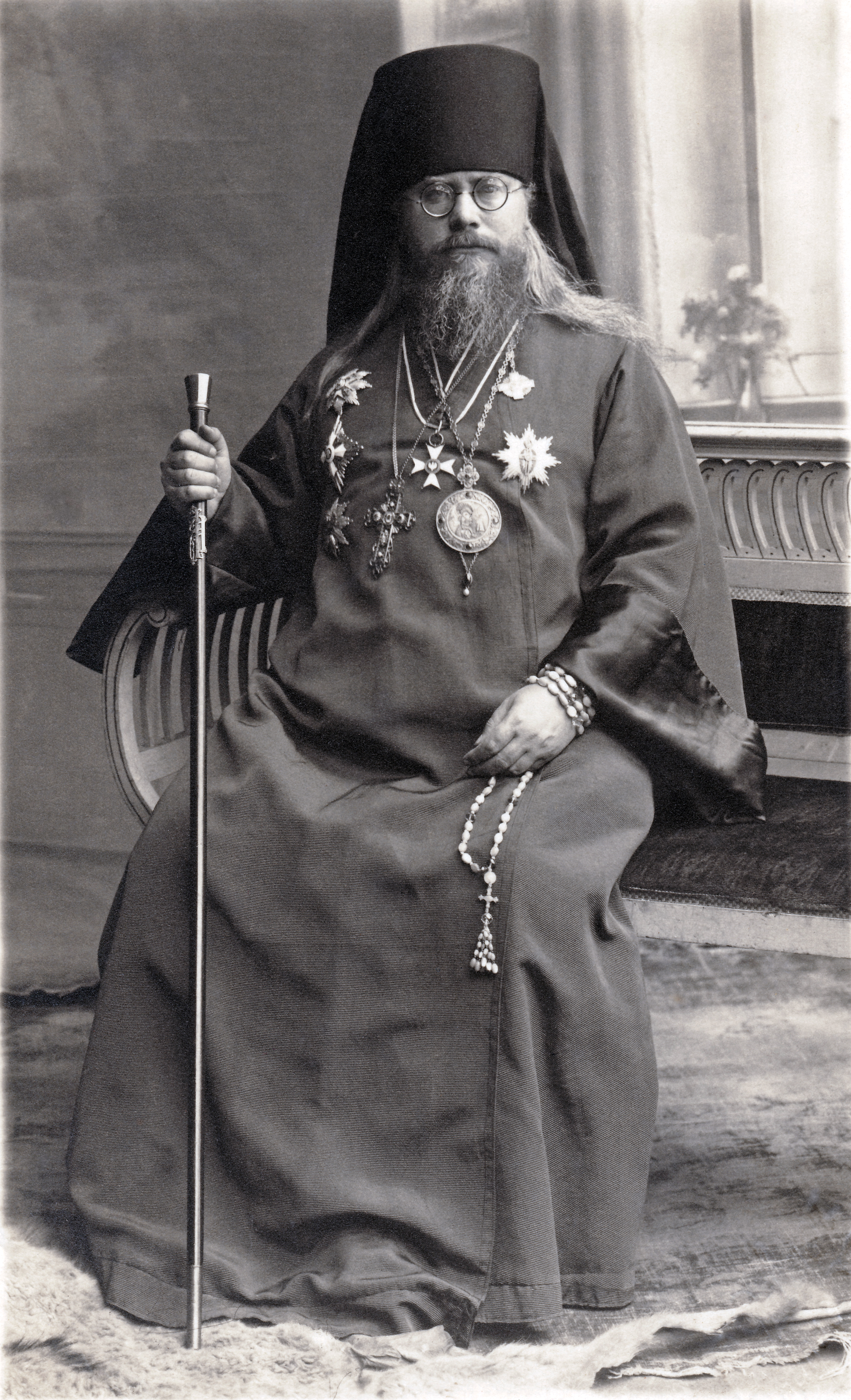
Архиепископ Алексий (Громадский) в начале 1930-х

В сентябре 1933 года, в день обретения мощей преподобного Иова Почаевского в Почаевской лавре, политическим блоком «Украинская Парламентарная Репрезентация Волыни» была организована крупная демонстрация с требованиями проведения украинизации Церкви на Волыни, одним из пунктов которой было назначение в Волынскую епархию епископа, украинца по национальности.
Митрополит Дионисий пошёл на уступки украинским националистам, и 15 апреля 1934 года архиепископ Алексий был назначен архиепископом Волынским и Кременецким с резиденцией в городе Кременец (сейчас Тернопольская область). Секретарём духовной консистории стал Иван Власовский, известный своими националистическими настроениями. В короткие сроки архиепископ Алексий провёл значительные кадровые изменения; наиболее упорные священники-русофилы были переведены в другие епархии тогдашней Польши. Если ранее в Волынской епархии было украинизировано только 20 приходов, то в конце 1937 года по отчётам благочинных: «а) в 124 церквях богослужение совершалось исключительно на украинском языке, б) в 40 — поочередно, в) в 126 — только иногда, г) в 99 — богослужения совершались на церковнославянском языке, но чтение Священного Писания, молитв „Отче наш“ и „Символа веры“ — на украинском, д) в 26 — на церковнославянском языке с украинским произношением». Таким образом, из 687 храмов Волынской епархии так или иначе украинский язык употребляли в 415.
В сентябре 1939 года советские войска заняли Западную Украину. За границу до прихода советских войск выехали гродненский епископ Савва (Советов) и викарный епископ Виленской епархии Матвей (Семашко).
Архиепископ Пантелеймон (Рожновский), узнав об отъезде епископа Саввы, сообщил духовенству Гродненской епархии, что он принимает на себя управление этой епархией. В начале октября 1939 года Пантелеймон (Рожновский) написал в Московскую патриархию просьбу о присоединении к Русской православной церкви и о назначении его епископом Пинско-Новогрудским. При этом в Западной Белоруссии остались два архиепископа Польской автокефальной православной церкви — виленский Феодосий (Федосьев) и пинский Александр (Иноземцев). То есть Пантелеймон просил кафедру, которую занимал Александр (Иноземцев).
Митрополит Сергий (Страгородский) назначил Пантелеймона (Рожновского) епископом Пинским и Новогрудским с правом ношения бриллиантового креста на клобуке. Пантелеймон (Рожновский) получил титул экзарха Патриархии и поручение «принять в общение всех тех областей вновь присоединенных территорий территорий, кто пожелает от автокефалии войти в сношение с Патриархией». Таким образом, Пантелеймон (Рожновский) стал главой православных приходов на всех территории Западной Украины и Западной Белоруссии.
Александр (Иноземцев) с Алексием (Громадским) 1 ноября 1939 года создали Священный Синод Православной Церкви в границах Западной Украины и Западной Белоруссии, включив в этот орган третьего иерарха — Симона, епископа Острожского. Возник церковный раскол, так как Священный Синод Православной Церкви в границах Западной Украины и Западной Белоруссии отказались признать как архиепископ Пантелеймон (Рожновский), так и митрополит Сергий (Страгородский).
28 октября 1940 года Патриарший местоблюститель митрополит Сергий (Страгородский) издал Указ об образовании Западного Экзархата в составе Волынской, Тернопольской, Галицкой, Гродненско-Виленской и Полесской епархий. Прежняя Волынская епархия разделялась на Волынско-Луцкую с центром в Луцке под управлением архиепископа Николая (Ярушевича), который становился Экзархом, и Тернопольско-Галицкую во главе с архиепископом Алексием (Громадским), местом пребывания которого оставался Кременец. При воссоздании указом Московской патриархии от 28 марта 1941 г. Львовской епархии архиепископу Алексию «взамен отходящей Галиции» были переданы приходы Ровенской обл., с изменением его титула на «Ровенский и Кременецкий».
В июне 1941 года он был арестован по ст. 54 ч. І УК УССР за «активную борьбу с Советской властью». В первые дни войны заключённых Тернопольской тюрьмы гнали этапом на восток, среди них был и архиепископ Алексий. Измождённый допросами и дорогой, он упал без чувств возле села Лопушного Кременецкого района. Сотрудникам НКВД показалось, что он умер, и это его спасло: крестьяне подобрали архиерея и помогли ему вернуться в Кременец.

### Глава Украинской автономной православной церкви
Летом 1941 года, в условиях начавшейся немецкой оккупации, одновременно с созданием раскольнической Украинской автокефальной православной церкви, со своей стороны принял меры для устроения церковного управления на Украине в рамках юрисдикции Московского патриархата: 18 августа 1941 года им было созвано архиерейское совещание в Почаевской лавре, установившее местное автономное церковное управление в подчинении местоблюстителя Московского патриаршего престола, с которым, однако, было невозможно поддерживать живую связь. Совещание епископов предоставило архиепископу Алексию как старшему архиерею Украины права митрополита области. В послании 1 сентября 1941 года архиепископ Алексий отверг Варшавскую юрисдикцию на Украине, сославшись на отказ митрополита Дионисия в 1939 году от возглавления Православной церкви Польши и от управления Волынской епархией, а также на административное разделение между генерал-губернаторством (оккупированной Польшей) и рейхскомиссариатом Украина.
На очередном епископском совещании в Почаевской лавре 25 ноября 1941 года был избран экзархом Украины. Московское священноначалие сохранило титул «экзарха всея Украины» за митрополитом Киевским Николаем (Ярушевичем) и воздержалось от суждений о деятельности «автономистов», но сам митрополит Киевский подписывался «бывшим» экзархом, выражая негласное признание титула митрополита Алексия. Есть документальные свидетельства, что к концу 1942 года митрополит Алексий имел намерение переименовать свою Церковь из «Автономной» в «Экзаршую Православную Украинскую Церковь» в силу того, что взял курс на автокефалию.
7 мая 1943 года был убит боевиками ОУН (Мельника), когда проезжал через село Смыга на Волыни (ныне Дубенский район Ровенской области). Его останки были захоронены на кладбище Богоявленского Кременецкого монастыря.
В среде историков проблема с установлением лиц, убивших экзарха Алексия, решена, остаётся вопрос лишь с определением мотивации. Уже сразу после убийства ходили слухи о том, что это дело рук приближённых к «автокефалистам» Поликарпа (Сикорского) боевиков УПА. В 1961 году в Чикаго была издана книга Максима Скорупского («Макс»), боевика банды УПА Мельника (эмигрировал в США в 1950-х годах), который рассказал в подробностях, как их «боивка» под командованием «Хрина» расстреляла машину с митрополитом. Поэтому не совсем верным будет утверждение, что митрополита убили «бандеровцы», скорее, более правильным будет сказать, что это сделали «мельниковцы».
Дискуссионным остаётся вопрос, убили митрополита Алексия случайно или это преднамеренный акт. Вероятно, убийство было не случайным, так как Скорупский пишет, что перед обстрелом боевик «Макух» говорил: «…Мы убьём какого-то попа и вернёмся домой».

## Исследования личности

Могила митрополита Алексия в Кременецком Богоявленском монастыре

Личность митрополита и его работы становились объектом исследовательских рефлексий ещё современников Алексия — Константина Николаева, Александра Свитича, Ивана Власовского, Семёна Савчука, Юрия Мулыка-Луцика. Этими авторами также активно использовались, как источники, и работы самого Громадского, в основном его церковно-исторические и аналитико-публицистические труды. Эпоха мыслителя отображена и в воспоминаниях современников описываемых событий: епископа Афанасия (Мартоса), епископа Григория (Граббе), митрополита Евлогия (Георгиевского), епископа Митрофана (Зноско-Боровского), Вениамина (Новицкого), А. Волынского, В. Самчука.
Первое сколько-нибудь фундаментальное исследование жизни и деятельности митрополита Алексия было предпринято в работах волынского исследователя Владимира Борщевича, однако следует указать, что он несколько субъективен в своих выводах и категоричен в тезисах, которые не всегда подкреплены документально. Сам подход автора прескриптивен, конфессионально и националистически ангажирован, он неприкрыто становится на сторону оппонентов митрополита Алексия — «автокефалистов» из УАПЦ Поликарпа Сикорского.
Олегом Мельничуком в его диссертации на соискание степени кандидата богословия в Киевской духовной академии на тему «Свято-Богоявленский Кременецкий монастырь в контексте истории Православия на Украине» отдельная глава посвящена митрополиту, где автор анализирует церковно-административную деятельность иерарха, а также некоторые работы митрополита. В 2007 году диссертация издана отдельной монографией.
Историко-богословским исследованием личности экзарха Алексия (Громадского) является диссертационная работа Алексея Кудина на соискание ученой степени кандидата богословия на тему: «Жизнь и архипастырские труды митрополита Алексия (Громадского) (1882—1943)», выполненная в Минской православной духовной академии им. Свт. Кирилла Туровского (Жировичи, Белоруссия). В диссертации анализируется пастырская и церковно-административная деятельность митрополита Алексия. Диссертантом упоминаются некоторые труды митрополита, в основном как исторические источники, характеризующие особенности времени.
Касались личности митрополита Алексия такие исследователи как Фридрих Хайер, проф. Михаил Шкаровский, Вадим Якунин, митр. Феодосий (Процюк), прот. Владислав Цыпин, прот. Тимофея Миненко, проф. Дмитрий Поспеловский, Юрий Лабынцев, проф. Надежда Стоколос, проф. Вячеслав Гордиенко, Юрий Волошин, Владимир Рожко и др.
В последнее время вышло несколько публикаций Анны Вишиванюк, Андрея Смирнова, Александра Иценко, в которых авторы затрагивают те или иные аспекты деятельности православного митрополита.

## Творческое наследие
Митрополит Алексий (Громадский) оставил после себя ряд работ в области церковно-исторической, агиографической, богословско-канонической проблематики, где показывает себя эрудированным учёным-богословом и религиозным мыслителем. Впервые в межвоенной Польше двухтомник его проповедей и слов на разные случаи общественно-церковной жизни вышли на украинском языке в Волынском епархиальном издательстве «Церква і нарід», впоследствии переизданы в 2002 году. Наиболее полный список работ архиепископа Алексия польского периода имеется в публикации Л. Щавинской.
Некоторые из известных работ митрополита Алексия:
- Краткий исторический очерк Холмской Руси. — М.: Тип-я Холмского Св.-БогородицкагоБратства, 1917.
- О каноничности «Положения о внутреннем устройстве Православной Церкви в Польше». — Варшава: Синодальная типография, 1927.
- Kanony Św. Apostołów i ich stosunek do obecnego życia Kościoła Prawosławnego i dyscypliny, w związku z głównem zadaniem prawa kanonicznego / biskup Aleksy (Gromadzki) // ΕΛΠΥΣ. — 1928. — № 4. — S. 53-64.
- Посещение Его Блаженством Блаженнейшим Митрополитом Дионисием Святых Православных Автокефальных Восточных Церквей. — Варшава: Синодальная типография, 1928.
- К вопросу о составе нашего Церковного Собора и значении на нём епископов. — Варшава: Синодальная типография, 1930.
- Митрополит Георгий (Ярошевский). — Варшава: Синодальная типография, 1932.
- Отношение Митрополита Петра Могилы к унии с Римом. — Варшава: Синодальная типография, 1932.
- Преподобный Серафим Саровский, великий угодник Божий и Чудотворец. — Варшава: Синодальная типография, 1933.
- К вопросу о принадлежности Супрасльского монастыря. — Варшава: Синодальная типография, 1934.
- К истории Православной Церкви в Польше за десятилетие пребывания во главе её Блаженнейшего Митрополита Дионисия (1923—1933). — Варшава: Синодальная типография, 1937.
- Слова на великі свята і різні події церковного життя. — Київ, 2002.